# Agrárkereskedelem

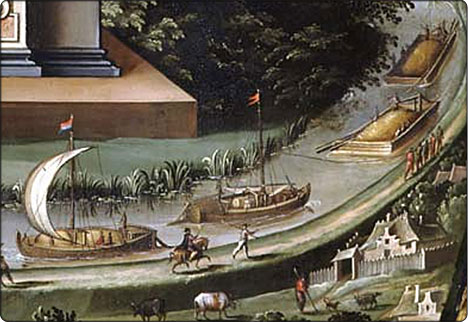
Gabonaszállító hajók a Visztulán (1608)

Az agrárkereskedelem a mezőgazdasági termékek adás-vételét jelenti. Megkülönböztetünk hazai, belföldi agrárkereskedelmet, valamint az országok közötti viszonylatot, azaz agrár-külkereskedelmet (export-import). 2004-es csatlakozásunk az Európai Unióhoz kinyitotta a piacokat a magyar export előtt. Az Internet elterjedésével pedig a nagyobb piaci szereplők mellett a kis-, közepes- és családi gazdaságok, valamint az őstermelők előtt is egyre több lehetőség nyílik arra, hogy bővítsék üzleti partnereik körét.

## Nemzetközi agrárkereskedelem
A világ legnagyobb agrárkereskedelmi szereplője az Európai Unió. Az utóbbi évtizedben beérte az Amerikai Egyesült Államokat, az importot tekintve pedig jóval megelőz minden más piaci szereplőt. Jellemző tendencia azonban, hogy az EU agrárexportjának világpiaci részesedése csökken a feltörekvő országokkal (Brazília, Kína, Argentína, Thaiföld, Malajzia) szemben. Szakértők szerint a csökkenés a vám- és nem-vámjellegű kereskedelemkorlátozó rendszereknek, valamint a szigorú és költséges vámszabályozásnak is köszönhető.
Európában Hollandia vezet az exportált agrártermékek tekintetében, világviszonylatban mindössze az Amerikai Egyesült Államok előzi meg. A lista elején szerepel még Németország, Franciaország, Brazília, Belgium, Olaszország, Kanada, Spanyolország és Kína is.
A világ legnagyobb importőre Németország. Őt követi az Amerikai Egyesült Államok, Kína, Egyesült Királyság, Japán, Franciaország, Hollandia, Olaszország, Belgium és Spanyolország.

## Magyar agrárkereskedelem
A magyar agrárkereskedelemre jellemző, hogy értékét tekintve többet exportálunk, mint amennyit importálunk. Azaz, a magyar mezőgazdasági külkereskedelmi mérleg pozitív. Ez az Európai Unióhoz való csatlakozásunk előtti és utáni időszakra is igaz. Mióta Magyarország EU-tag lett, az export értéke évről évre nő, egyedül 2009-ben volt tapasztalható némi visszaesés. Nem EU-tagállamba irányuló agrárexportunk súlya 2003-tól kezdett el látványos módon csökkenni, 2007 óta az exportunk kevesebb mint 20%-a irányul harmadik országba. Ebből következik, hogy agrár kivitelünk több mint 80%-ának célja valamely EU-s ország. Az agrárimport terén még szorosabb a kapcsolatunk az uniós országokkal. 2004 óta 90% körül alakul az EU-ból behozott mezőgazdasági termékek aránya.
A hazai agrárkereskedelem jellemzője, hogy évek óta stabil és magas a koncentrációja. 5-5 országra export és import terén is. Exportunk több mint 60%-a Németországra, Romániára, Szlovákiára, Olaszországra és Ausztriára, importunk szintén több mint 60%-a Németországra, Lengyelországra, Hollandiára, Szlovákiára és Ausztriára koncentrálódik. A magas és stabil koncentráció az agrártermékekre is igaz. Kivitelünk több mint fele gabonafélékből, hústermékből, olajos növényekből, melléktermékekből és zöldség-gyümölcs készítményekből áll. Import terén is nagy a hangsúly a mellék- és hústermékeken, de sok tejterméket, gabonakészítményt és készételeket hozunk be.
A csatlakozásnak hátránya is volt a magyar agrárkereskedelemre nézve. Romlik a versenyképességünk, a komparatív előnyünk csökken. Csökken azon exportált termékcsoportok száma is, amelyben mindaddig komparatív előnyünk volt.

### Hazai agrárkereskedési módok

#### Személyes adás-vétel
Előnye, hogy a jól bevált üzleti kapcsolatoknál minimális a kockázat. Hátránya viszont, hogy személyesen kialakítani több üzleti kapcsolatot, megismerni több eladót/vevőt a földrajzi távolságok miatt nehézkes. Általában maximum adott megyén belül kerülnek eladásra/megvételre a termékek, ami az árban, és az eladó alkupozíciójában is megmutatkozik.
Platformok: ismeretségi kör, korábbi üzleti kapcsolatok, helyi (termelői) piacok, utcai kirakodó

#### Internetes lehetőségek
Ma már a mezőgazdaságban is fontos szerephez jut az internet, így a kereskedési lehetőségek terén is egyre nagyobb teret hódít.
Előnye, hogy országhatáron belül bárkivel könnyedén fel lehet venni a kapcsolatot, meg lehet ismerni új eladókat/vevőket. Ezáltal pedig jobb ár is kialkudható, ami mind az eladónak, mind a vevőnek előnyös. Hátránya, hogy személyes találkozás, és az áru szemrevételezése nélkül nagy lehet a kockázat.
Platformok a teljesség igénye nélkül: Agrárkereső, Agrároldal, Agrárunió, Agroinform, Agroklikk, Agropiac, Gabonamarket, Gazdaapró, Magro.hu, Mascus, Traktorpool, Microker termelői adatbázis térképes keresővel.

#### Integrátori vagy termeltetési szerződés
Az integrátori szerződésben egy termeltető kötelezettséget vállal arra, hogy a jövőben betakarított termény egy előre meghatározott mennyiségét, előre meghatározott áron és időpontban megveszi a termelőtől. A termelő pedig kötelezettséget vállal arra, hogy a szerződésben meghatározott mennyiséget, a megállapodott minőségben a szerződés egyéb feltételei szerint a termeltető rendelkezésére bocsátja és ezért a termelő előleget kap.
A konstrukció előnye, hogy a termelő finanszírozási forráshoz és garantált vevőhöz, a termeltető pedig garantált terményhez jut. A termelő hátránya, hogy a szerződésben fixált ár alacsonyabb is lehet, mint az aktuális piaci ár, illetve hogyha a termelőnek nem sikerül a szerződésben foglalt mennyiséget beszolgáltatnia, akkor kötbér megfizetésére köteles.

## További információ és források
- A közös agrárpolitika reformja és az élelmiszerbiztonság Archiválva 2016. március 5-i dátummal a Wayback Machine-ben Magyar Tudományos Akadémia (Hozzáférés: 2015.04.03.)
- Top ten countries by agricultural exports Maps of World (Hozzáférés: 2015.04.03.)
- Top 10 countries by agricultural imports Maps of World (Hozzáférés: 2015.04.03.)
- A magyar agrárkereskedelem tíz évvel a csatlakozás után Gazdálkodás.hu (Hozzáférés: 2015.04.03.)